# Верх-Ануй
Верх-Ануй (алт. Jаланай-Бажы) — село в Усть-Канском районе Республики Алтай России, входит в состав Белоануйского сельского поселения.

## География
Расположено в западной части Республики Алтай в горно-степной зоне и находится у рек Ануй и Куюкур.
Уличная сеть состоит из двух географических объектов: ул. Ануйская и ул. Заречная.

## Население
| 2010 | 2011 | 2012 | 2013 | 2014 | 2015 |
| ---- | ---- | ---- | ---- | ---- | ---- |
| 383  | ↘382 | ↘360 | ↘348 | ↘332 | ↘331 |
| 2016 |      |      |      |      |      |
| →331 |      |      |      |      |      |

Национальный состав
Согласно результатам переписи 2002 года, в национальной структуре населения
алтайцы составляли 98 % от общей численности населения в 447 жителей

## Инфраструктура
В с. Белый Ануй основные инфраструктурные объекты: МБОУ «Бело-Ануйская средняя общеобразовательная школа имени А. Х. Вязникова», почтовое отделение

## Транспорт
Находится на автодороге регионального значения «Черный Ануй — Верх-Ануй — Яконур» (идентификационный номер 84К-123). (Постановление Правительства Республики Алтай от 12.04.2018 N 107 «Об утверждении Перечня автомобильных дорог общего пользования регионального значения Республики Алтай и признании утратившими силу некоторых постановлений Правительства Республики Алтай»).